# Sürmenli, Keşap
Sürmenli là một xã thuộc huyện Keşap, tỉnh Giresun, Thổ Nhĩ Kỳ. Dân số thời điểm năm 2011 là 234 người.